# Davy Arnaud
Davy Arnaud (* 22. Juni 1980 in Nederland, Texas) ist ein ehemaliger US-amerikanischer Fußballspieler auf den Positionen des Stürmers und Mittelfeldspielers.
Er war ab März 2016 als Assistenztrainer bei D.C. United in der Major League Soccer tätig, bevor er Anfang 2017 zu Houston Dynamo wechselte.

## Vereinskarriere

### College
Arnaud spielte an der West Texas A&M University von 1999 bis 2001. Insgesamt erzielte er dort 31 Tore und bereitete 3 vor.

### Kansas City Wizards
Im MLS SuperDraft 2002 wurde er von den Kansas City Wizards gedraftet. In seinem ersten Jahr spielte er nur 43 Minuten in drei Spielen. Sein zweites Jahr als Profi begann ähnlich, er konnte sich aber im Laufe der Saison durchsetzen und spielte insgesamt 18-mal und erzielte dabei 3 Tore. In seiner dritten Saison bei den Wizards wurde er zum Stammspieler, nachdem sich Preki und Igor Simutenkow verletzt hatten. Zusammen mit Josh Wolff, mit dem er das Sturmduo der Wizs bildete, war er 2004 maßgeblich an dem Erreichen des ersten Platzes in der Western Conference beteiligt.
Vor der Saison 2010 wurde er von Trainer Peter Vermes zum Kapitän der Mannschaft ernannt.

### Montreal Impact
Am 28. November 2011 wechselte er im Austausch gegen den Verteidiger Seth Sinovic zu Montreal Impact. Er wurde außerdem zum Kapitän der Mannschaft ernannt. Am 17. März 2012 erzielte Arnaud im Stade Olympique in Montreal das erste Tor in der Geschichte der Major League Soccer Impacts.

### D.C. United
Am 10. Dezember 2013 wechselte Arnaud zu D.C. United. Montreal erhielt hierfür einen International Roster Slot.

## Nationalmannschaft
Sein erstes Spiel in der Nationalmannschaft der USA absolvierte er 2007 bei einem Freundschaftsspiel im Soldier Field in Chicago gegen die brasilianische Auswahl.
Sein erstes Länderspieltor erzielte er am 11. Juli 2009 gegen Haiti im CONCACAF Gold Cup 2009.